# Plenum (musik)
Plenum har inom musiken haft något varierad betydelsen under olika epoker och i olika länder. Under den nordtyska barocken avses med organo pleno en orgelregistrering som omfattar ett verks principalkör inklusive tillhörande alikvoter och mixturer. I pedalverket inkluderades ofta också tungstämmor. Under romantiken gled betydelsen över till att avse orgelns samtliga stämmor, oftast benämnt "tutti". I nutida språkbruk skiljer vi åter på "plenum" och "tutti".
I övrigt används ordet som musikalisk fackterm för att beteckna en orgelregistrering, vilken återger instrumentets fulla klang.